# Les Apaches
Les Apaches bzw. Société des Apaches war eine französische Künstlergruppe um den Komponisten Maurice Ravel.

## Entstehung
Um 1900 trafen sich verschiedene Maler, Schriftsteller und andere Künstler regelmäßig in Paris. Bald schon bildete sich eine feste Gruppe, die sich regelmäßig samstags in der Wohnung des Malers Paul Sordes traf. Der Name der Gruppe leitete sich von einem Zeitungsverkäufer her, der die Schlagzeile „Attention les apaches“ ausrief. Die Gruppe übernahm den Begriff „apaches“, der ihrem Verständnis nach die Bedeutung von „hooligans“ hatte. Die von dem Zeitungsjungen ausgerufenen „Apachen“ von Paris waren Bewohner der Bastille, Belleville und Montmartre, den Armenvierteln, die sich in Banden organisierten und mit Überfällen und auf Tanzveranstaltungen von sich reden machten.
Mit Zustimmung aller Mitglieder wählte der Komponist Maurice Ravel die Hauptmelodie aus dem 1. Satz der „2. Sinfonie in h-Moll“ von Alexander Porfirjewitsch Borodin zur Vereinshymne. Auf Ravel ist zudem das fiktive Mitglied Gomez de Riquet zurückzuführen. Nach eigenen Angaben begründete er dies damit, dass man, „falls es die Umstände erfordern“, einen Namen nennen konnte, ohne dabei einen Kollegen zu belästigen.

## Wirkung
Einem Ondit nach bezog sich der Schriftsteller Alexandre Bisson mit dem Titel seiner Komödie Les apaches auf diese Künstlervereinigung. 

## Mitglieder
| - Édouard Bénédictus (1878–1930) - Michel Dimitri Calvocoressi (1877–1944) - Maurice Delage (1879–1961) - Manuel de Falla (1876–1946) - Léon-Paul Fargue (1876–1947) - Lucien Garban (1877–1959) - Désiré-Émile Inghelbrecht (1880–1965) - Pierre Haour († 1920) - Tristan Klingsor (1874–1966) | - Georges Mouveau (1878–1959) - Maurice Ravel (1875–1937) - Gomez de Riquet - Florent Schmitt (1870–1958) - Paul Sordes - Igor Fjodorowitsch Strawinski (1882–1971) - Ricardo Viñes (1875–1943) - Émile Vuillermoz (1878–1960) |